# Szeleste (Magyarország)
Szeleste község Vas vármegyében, a Sárvári járásban.

## Fekvése
A Gyöngyös-sík északkeleti peremén, a Kőris-patak közelében, Ölbő és Pósfa falvak szomszédságában fekszik, dombokkal határolt régen egyutcás falu.

### Megközelítése
Legfontosabb közúti megközelítési útvonala a 86-os főút, amely végighúzódik a település területén, Alsószeleste községrészben ráadásul annak főutcájaként. 2010. december 15-én adták át az M86-os autóút Szelestét is érintő, de lakott területeit elkerülő szakaszát, amely azóta tehermentesíti a község főutcáját a tranzit forgalomtól.
Sárvár felől a 8446-os úton közelíthető meg. Felsőszeleste főutcája országos közútként a 86 115-ös útszámozást viseli.
A települést a hazai vasútvonalak közül a MÁV 16-os számú Hegyeshalom–Porpác-vasútvonala érinti, de megállási pontja nincs a határain belül. Ennek ellenére a község nem maradt vasúti elérési lehetőség nélkül, Ölbő-Alsószeleste vasútállomás ugyanis alig néhány lépésre található a délkeleti határszélétől, bő 1 kilométerre Alsószeleste központjától.

## Története
A település első okleveles említése 1247-ből származik. Ekkor még két különálló falu volt, melyeket kezdetben Magyarszeleste és Németszeleste, majd a XVI. századtól már Felső-, és Alsószeleste néven emlegettek.
1318-ban a Szelestey család plébániatemplomot emeltetett Magyarszelestén, Szent István első vértanú tiszteletére.
Az alsószelestei kastélyt 1855-ben szentgyörgyi Horváth Ádám építette a kastély tornyán lévő kronosztikon szerint. 1871-ben vette át a birtokot gróf Festetics Andor, aki már a következő évben megkezdte a kastélypark építését. 1926-ban a parkot arborétummá fejlesztette Baich Mihály. Ez idő tájt érte el a mai 13 hektáros területét.
Felső- és Alsószelestét 1950-ben egyesítették a mai néven.
Az orosz megszállás és a kommunista diktatúra kezdetén Baich báró vagyonát is államosították, de a kastélyban lakhatott továbbra is, a falu népe nem bántotta. Aztán a Vas megyei pártszervek kilakoltatták, akkor a volt parádés kocsisa fogadta be, nála lakott évekig, majd 1955-ben, egy vasárnapi mise alatt otthon öngyilkos lett.
Az akkor már lakatlan kastély 1954-ben leégett. Későbbi helyreállítása 1990-ben megszakadt, majd végül 1999-ben fejeződött be.

## Közélete

### Polgármesterei
- 1990–1994: Szele Mihály (független)[5]
- 1994–1998: Dr. Galántai György (független)[6]
- 1998–2002: Dr. Galántai György (független)[7]
- 2002–2006: Dr. Galántai György (független)[8]
- 2006–2010: Dr. Galántai György (független)[9]
- 2010–2012: Dr. Galántai György (független)[10]
- 2013–2014: Rozmán Róbert (független)[11]
- 2014–2019: Kuti Gábor (független)[12]
- 2019–2024: Németh István (független)[13]
- 2024– : Németh István (független)[1]

## Népesség
A település népességének változása:
| Lakosok száma | 671  | 662  | 654  | 684  | 651  | 656  | 635  |
|               | 2013 | 2014 | 2015 | 2021 | 2022 | 2023 | 2024 |

A 2011-es népszámlálás során a lakosok 92,4%-a magyarnak, 1,2% németnek, 0,3% szerbnek, 0,2% szlovénnek mondta magát (6,7% nem nyilatkozott; a kettős identitások miatt a végösszeg nagyobb lehet 100%-nál). A vallási megoszlás a következő volt: római katolikus 84,1%, református 0,8%, evangélikus 3%, felekezet nélküli 1,2% (10,9% nem nyilatkozott).
2022-ben a lakosság 92,8%-a vallotta magát magyarnak, 1,4% németnek, 0,3% horvátnak, 0,2-0,2% bolgárnak és ukránnak, 1,4% egyéb, nem hazai nemzetiségűnek (6,6% nem nyilatkozott; a kettős identitások miatt a végösszeg nagyobb lehet 100%-nál). Vallásuk szerint 57,9% volt római katolikus, 2,6% evangélikus, 1,1% református, 0,2% ortodox, 0,5% egyéb keresztény, 0,6% egyéb katolikus, 3,7% felekezeten kívüli (33,5% nem válaszolt).

## Nevezetességei
- Alsószelestei Szűz Mária neve templom
- Felsőszelestei Szent József templom
- Szentgyörgyi-kastély
- Festetics-Szentgyörgyi-Horváth-kastély
- Arborétum
- Termálfürdő
- A településen áthalad az Országos Kéktúra.

## Itt születtek, itt éltek
- Schneider József kertész 1888. november 30-án Alsószelestén született.

## Oktatás
Egy óvodája és egy általános iskolája van. Az általános iskola alsó tagozata a szomszédos Ölbő községben van. A másik szomszédos Pósfáról is ide járnak a gyerekek.

## Érdekességek
- Felsőszeleste I. világháborús áldozatainak emléktáblája nem helyben, hanem a répceszentgyörgyi Szent György-templom előtt álló hősi emlékművön látható.

## Képgaléria

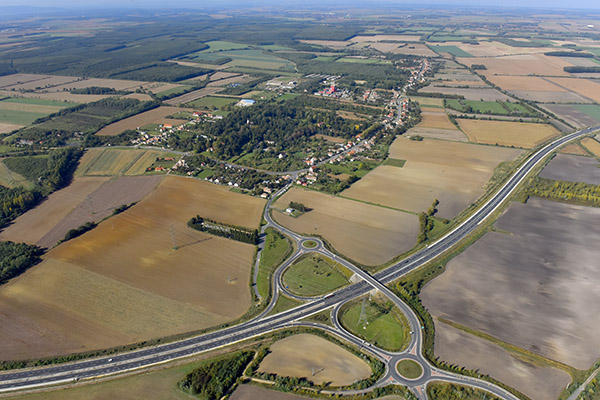
Szeleste látképe madártávlatból, a vasútállomás térsége felől
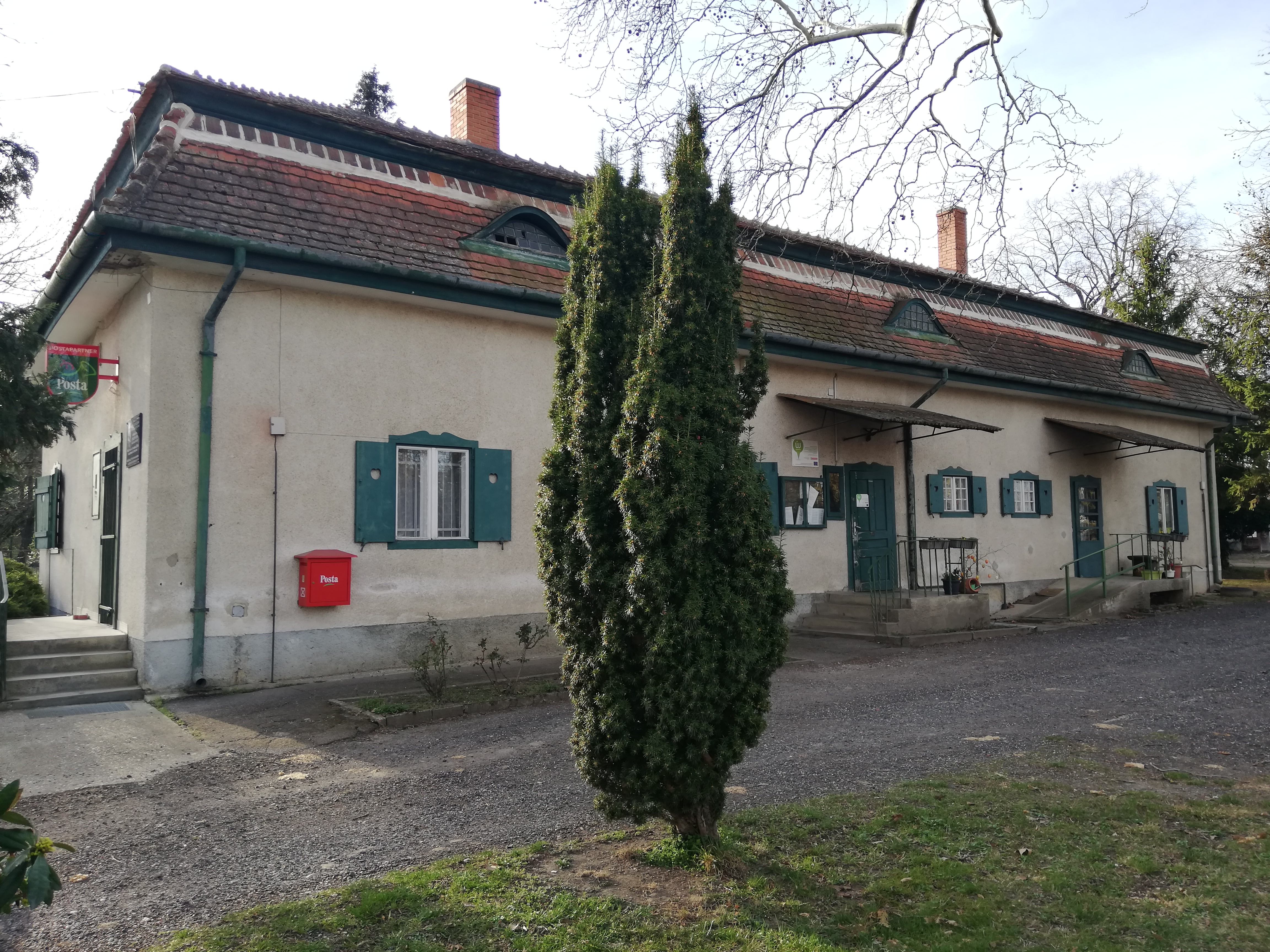
Községháza
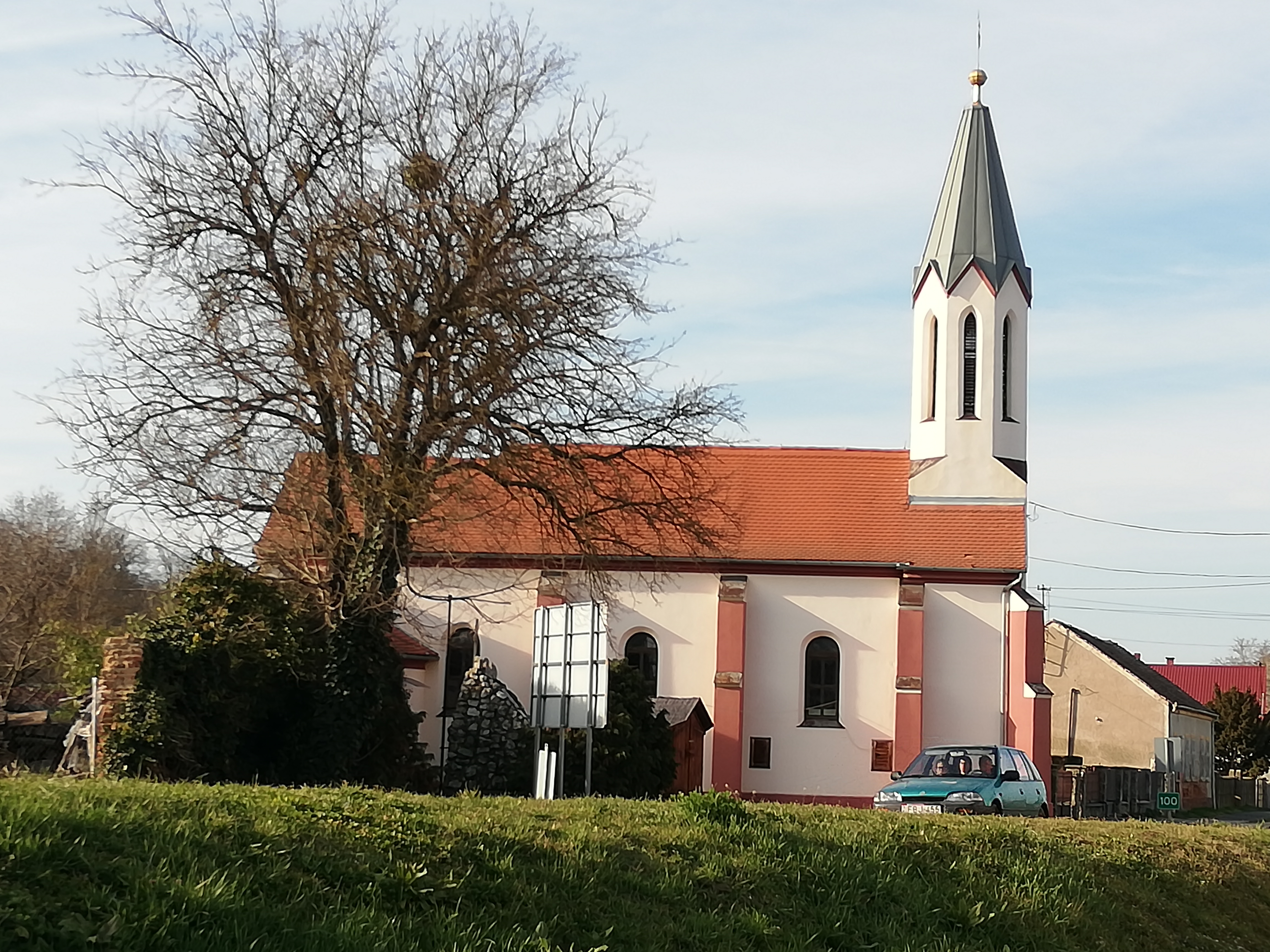
Az alsószelestei Szűz Mária neve-templom az ölbői országút felől
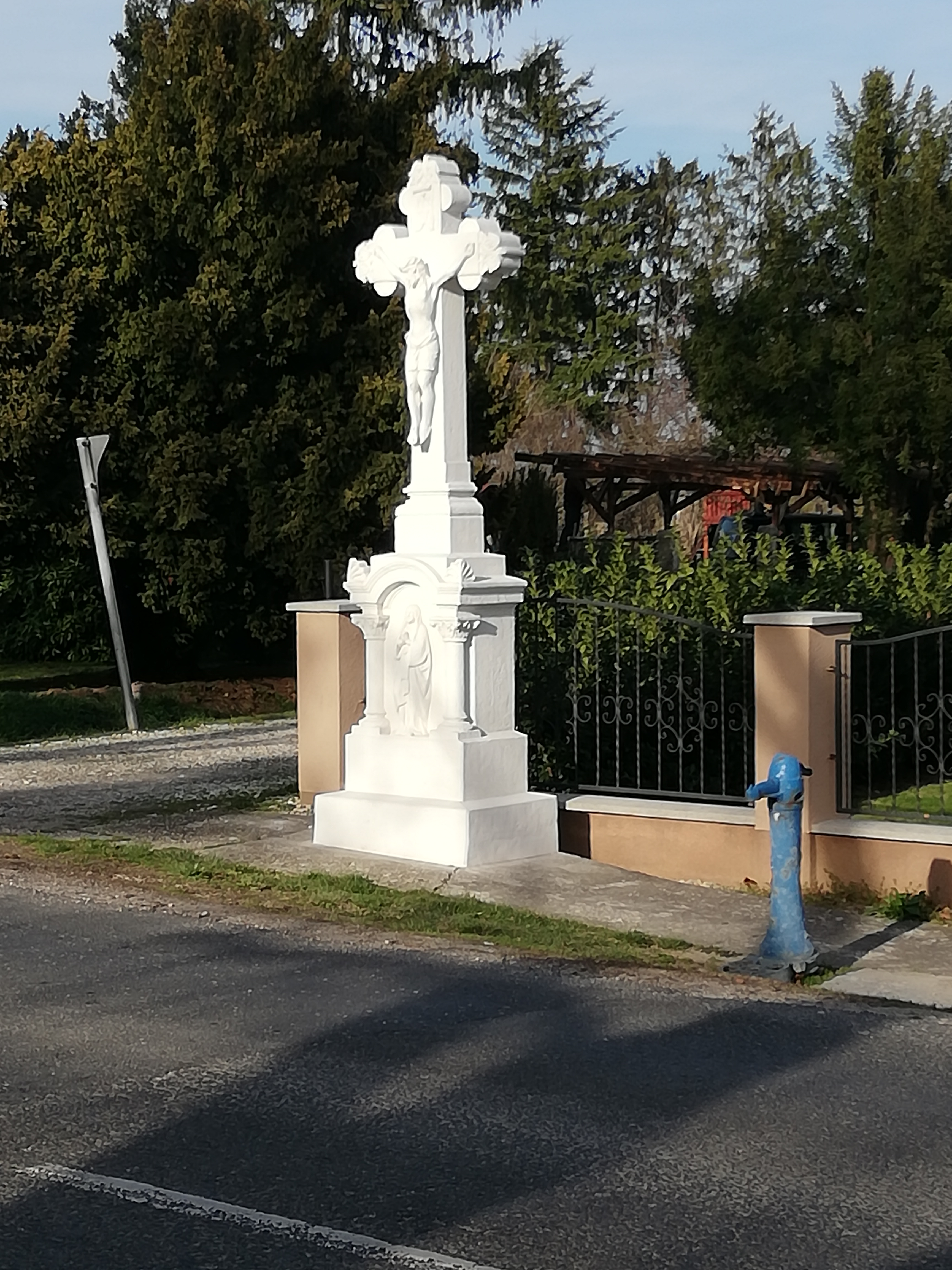
Alsószeleste, út menti kereszt
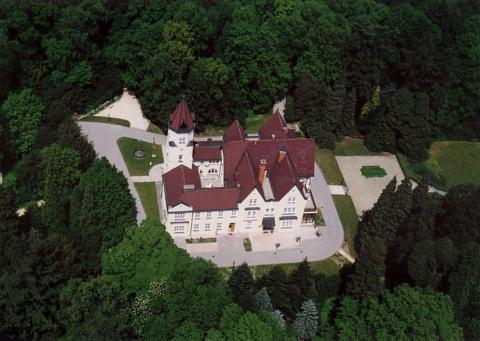
A Festetics–Baich-kastély légi fotón
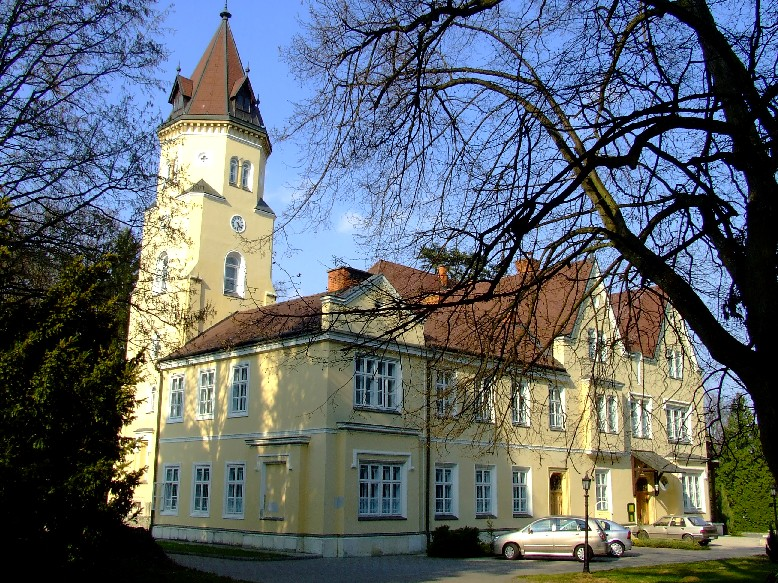
Festetich kastély, Szeleste
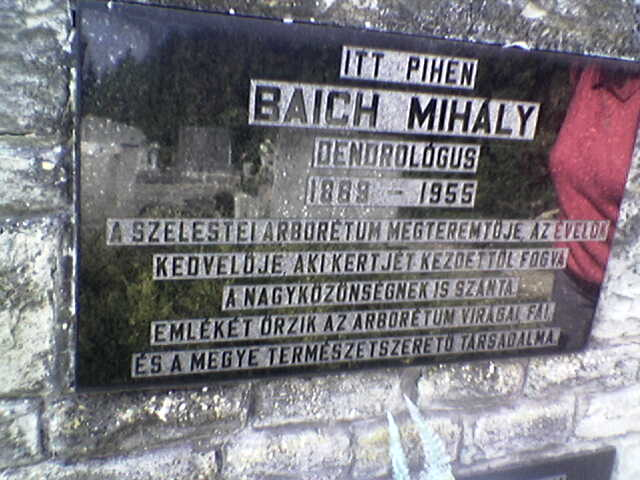
Baich Mihály dendrológus, arborétum-alapító sírja
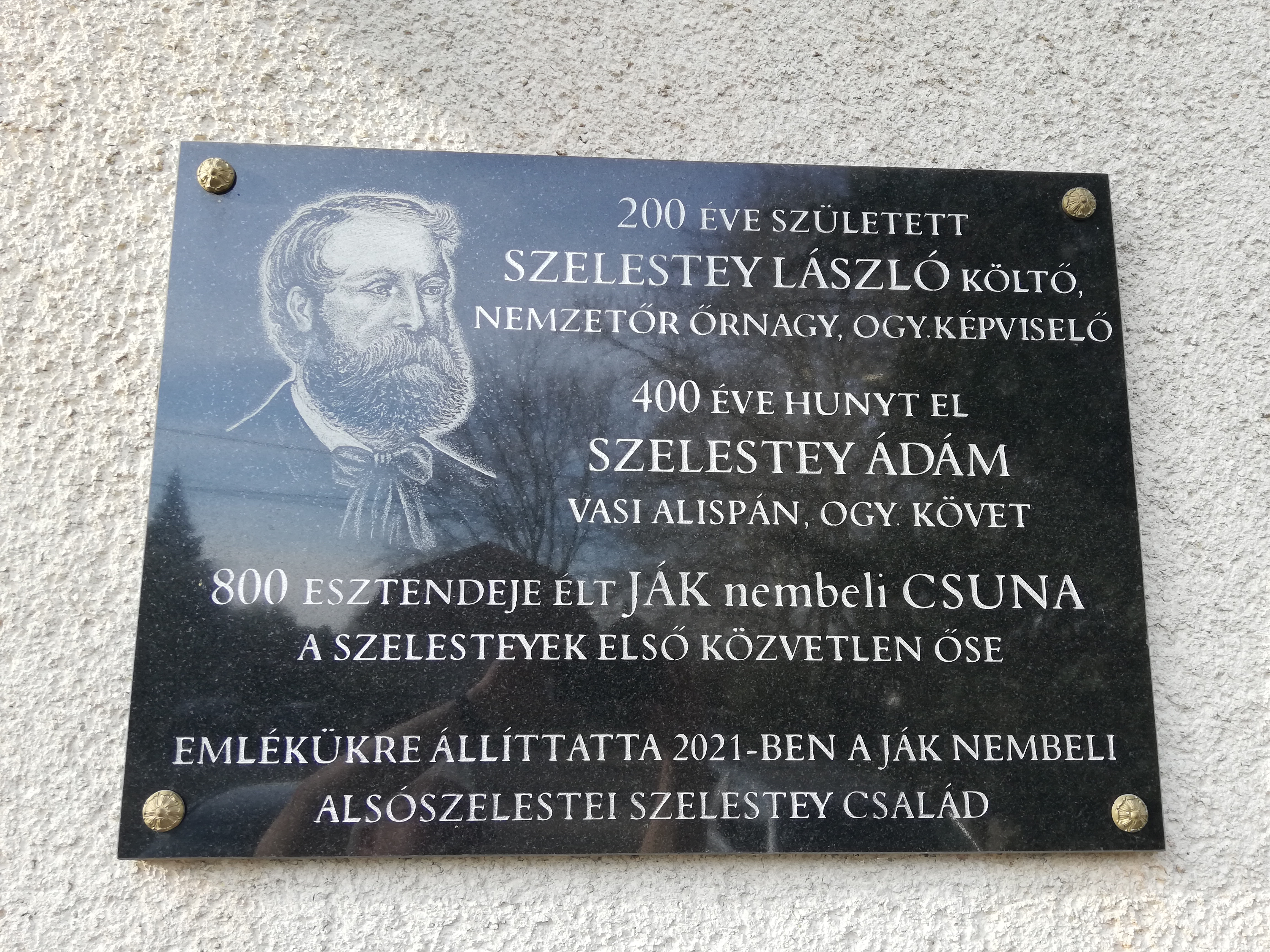
Szelestey László, Szelestey Ádám és Ják nembeli Csuna emléktáblája

## Külső hivatkozások
- Szeleste az utazom.com honlapján
- A Szelestei Arborétum a Botanikus.hu-n
- Országos Turisztikai Tudakozó – Szeleste
- Körösök völgye Turista Egyesület – Kéktúra kalauz – Szeleste – Bögöt táv
- Képek a Festetics kastélyról[halott link]
- Szeleste a szallas.eu -n
- Szelestei Kastélyszálló az ÚtiSúgó.hu-n